# Булунтули
Булунтули (на македонска литературна норма: Булунтули) е село в община Валандово, Северна Македония.

## География
Булунтули е разположено в южните склонове на Беласица.

## История
В края на XIX век Булунтули е изцяло турско село в Дойранска каза на Османската империя. В „Етнография на вилаетите Адрианопол, Монастир и Салоника“, издадена в Константинопол в 1878 година и отразяваща статистиката на населението от 1873 година, Булатали (Boulatali) е посочено като селище с 60 домакинства, като жителите му са 108 мюсюлмани. Според статистиката на Васил Кънчов („Македония. Етнография и статистика“) от 1900 година, Булънтили има 180 жители, всички турци.